# Terminasa
La terminasa es una enzima que pertenece a la familia de las ATPasas. Su función es el empaquetamiento del ADN bicatenario, en los caudovirus y los herpesvirus en su momento de encapsulación, dos grupos evolutivamente emparentados. Su actuación es imprescindible para completar el ciclo lítico ya que permite la replicación viral.
La enzima se sintetiza durante la fase de eclipse del ciclo lítico, para localizarse después en el citoplasma de la célula huésped. La actuación de la terminasa se da durante la fase de ensamblaje, en la cual se forman los viriones.

## Estructura de la terminasa
La terminasas contiene dos subunidades que actúan de manera conjunta: una mayor, encargada de la introducción y del corte terminal del ADN, y otra menor, encargada del reconocimiento de dicho ADN. Como excepción encontramos la terminasa de los herpevirus, que consta de tres subunidades. La tercera subunidad ha sido recientemente descubierta y se cree que tiene dos funciones: realiza el correcto ensamblaje del complejo formado por las otras subunidades y también regula su la actividad enzimática.
Para cada tipo de virus estas subunidades reciben nombres diferentes y varían en el número y el orden de los aminoácidos que las conforman. En la tabla siguiente se muestran algunos ejemplos, correspondientes a virus relevantes en el estudio de la enzima:

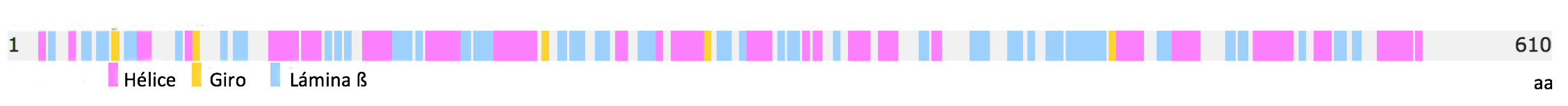
Estructura secundaria de la terminasa mayor del bacteriófago T4 (gp17)

| Virus    | Subunidad mayor                   | Subunidad menor                   | Tercera subunidad     |
| -------- | --------------------------------- | --------------------------------- | --------------------- |
| HSV1     | UL15: 735 aminoácidos, 81 kDa     | UL28: 785 aminoácidos, 85 kDa     | UL33: 130 aminoácidos |
| Fago T4  | gp17: 610 aminoácidos, 70 kDa     | gp16: 164 aminoácidos, 18,388 kDa |                       |
| Fago T7  | gp19: 586 aminoácidos, 69,756 kDa | gp18: 89 aminoácidos, 10,146 kDa  |                       |
| Fago λ   | gpA: 641 aminoácidos, 73,302 kDa  | gpNU1: 181 aminoácidos, 20,44 kDa |                       |
| Fago P22 | gp2: 499 aminoácidos, 58 kDa      | gp3: 161 aminoácidos, 18,650 kDa  |                       |

### Dominios comunes
Pese a las diferencias, la función de la terminasa es la misma en todos los casos. Por esta razón encontramos dominios proteicos comunes a todos los virus, que varían en su localización exacta dentro de cada proteína, ya que cada una tiene una estructura primaria y secundaria diferente

#### Subunidad mayor
La subunidad mayor presenta tamaños heterogéneos en función de cada sistema viral, y tiene seis dominios estudiados: el N-terminal, el de actividad helicasa/nucleasa, el translocasa, el de auto-asociación, el ATPasa de empaquetamiento y el C-terminal. Cada uno de estos dominios tiene una función y una conformación características.
- N- terminal: es el responsable de las interacciones con la subunidad pequeña en la terminasa como holoenzima.[16]

- C- terminal: este domino es el encargado de la unión con la procápside durante el inicio del empaquetamiento.

- Actividad de nucleasa o helicasa: esta región de la proteína se encarga de las reacciones endonucleasas, es decir, rompe enlaces fosfodiéster de la cadena de ADN gracias a la energía que libera el ATP. También actúa como helicasa y participa en la duplicación del ADN.

- Dominio de translocasa: hace la función de la enzima translocasa, que consiste en asistir en el movimiento de una molécula a través de la membrana. En este caso se refiere al extremo del ADN que se fijará dentro de la procápside.

- Dominio de asociación: este dominio tiene aminoácidos homólogos a bases de unión con el bZIP.[17]
- ATP-asa de empaquetamiento: tiene la función de hidrolizar ATP para obtener energía que se utilizara en el empaquetamiento del ADN viral dentro de la procápside.[18] Los estudios demuestran que es necesaria la hidrólisis de una molécula de ATP para la transolcación de 2.5 pares de bases.[19]

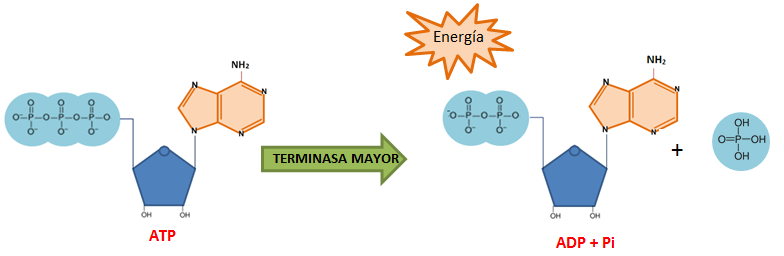
Proceso de hidrólisis producido por la terminasa mayor, mediante el cual se obtiene la energía necesaria para hacer la inserción del ADN en la procápside.

#### Subunidad menor
La terminasa menor tiene un tamaño similar en los diferentes virus. Su mecanismo de acción ha sido bien caracterizado en los fagos λ y T4.
Por lo que respecta a los dominios, generalmente se habla de tres: N-terminal, dominio central de oligomerización y C-terminal:
- N-terminal: es el dominio que se une al ADN, y su conformación estructural se compone de una hélix-vuelta-hélix.
- Dominio central: es la base de la oligomerización y está estructurado en forma de anillo o cono. El estado de oligomerización varía dependiendo del tipo de virus (y por ende, del tipo de terminasa). Se conoce que varía de dimérico, en el fago λ, a nonamérico para los fagos P22 y Sf6, y dodecamérico para el fago T4. El diámetro del canal central formado por los distintos oligómeros de la terminasa menor varía de 11 a 37 Å según el tipo de virus.[21]
- C-terminal: en su mayoría tienen estructura en láminas β y se entrelazan para formar una corona encima del final del mismo anillo.

## El complejo portal
El complejo portal es la estructura encargada de la entrada de ADN viral. Este complejo está formado por la terminasa y el conector. El conector es un anillo formado por doce subunidades proteicas que se encuentra en un único vértice de la procápsida. Su tamaño varía en función del sistema viral. Actúa como punto de anclaje de la terminasa a la procápsida llegando en algunos casos (como en el fago SPP1) incluso a modular la función de la enzima.
Además, después del empaquetamiento, el conector interacciona con las proteínas de la cola y otras proteínas que participan en el cierre del canal.

## Funciones en la replicación vírica
El proceso de encapsulación vírica es altamente complejo. Previo al empaquetamiento, el ADN de los caudovirus y herpesvirus en los que actúa la terminasa es concatémero. Es decir, el ADN es una serie de cópias unidas de la misma secuencia. Dependiendo del mecanismo de corte del genoma y de la cantidad que se introduce en la cápdise distinguimos dos procesos:

### Encapsulación específica
Se da en los caudovirus como el lambda, el T3 y el T7.
1. La terminasa reconoce el ADN viral que debe ser insertado mediante su subunidad menor. Esta se une a una secuencia específica denominada "cos" que se encuentra en el punto de unión de las unidades genómicas virales que forman el ADN concatemérico, es decir, en el punto de separación entre copias.  La afinidad de la terminasa con la región "cos" es estimulada por la unión y doblamiento del ADN, efectuado por el factor IHF del huésped, una proteína bacteriana.
2. Paralelamente, el complejo terminasa se acopla mediante la subunidad mayor a uno de los doce vértices de la ya formada procápside (vacía) del virus gracias al conector formando el complejo portal.
3. Una vez que el complejo se ha acoplado a la procápside, se desencadena la maduración de esta, que consiste en la expansión de la cápside y el adelgazamiento de sus paredes. Posteriormente, el ADN viral es introducido en la procápside mediante la terminasa mayor utilizando la energía desprendida de la hidrólisis del ATP.
4. Una vez insertada la unidad genómica, la subunidad mayor realiza un corte de terminación en la siguiente secuencia "cos" y el complejo terminasa se desprende del conector dejando espacio para que se ensamblen las proteínas de la cola, finalizando así la formación de los caudovirus.
En este tipo de encapsulación los viriones resultantes son exactamente iguales, ya que contienen la misma secuencia genómica.

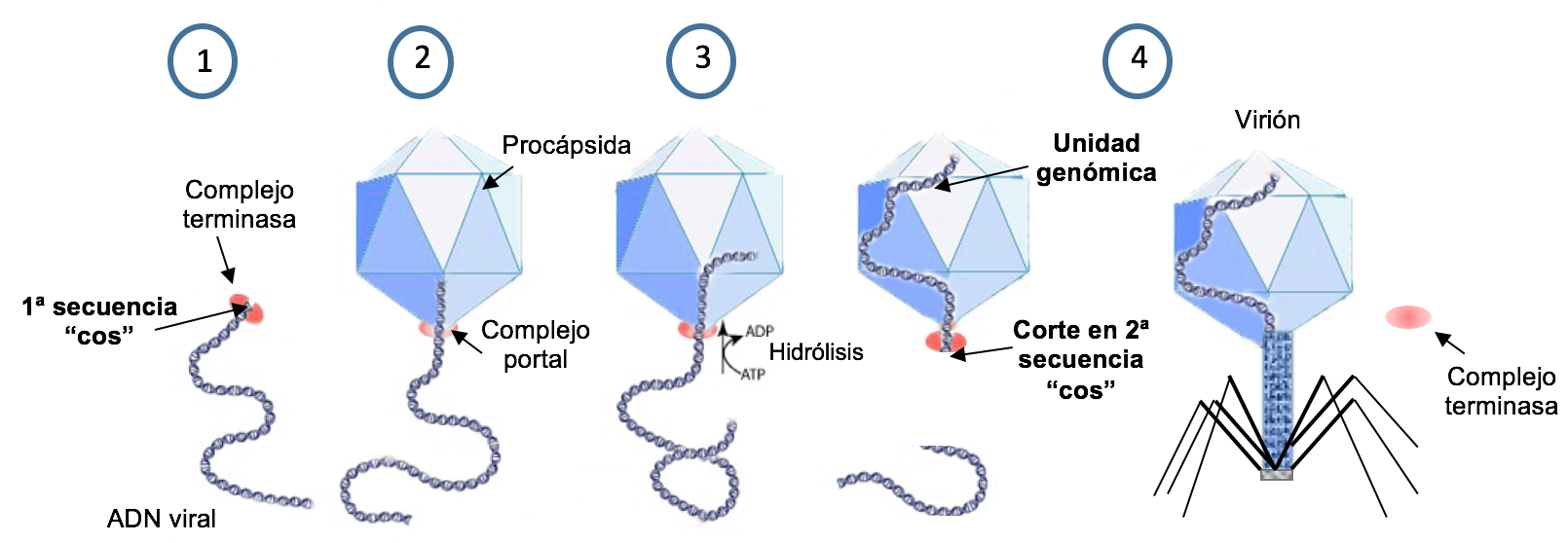
Representación gráfica de las funciones del complejo terminasa en la encapsulación específica

### Encapsulación inespecífica oheadfull
Se da en los caudovirus como el T4, el P22 y el SPP1 y en herpesvirus como HSV1.
1. También es la subunidad menor la que reconoce el ADN. En este caso se une a una secuencia específica denominada "pac". Esta, al igual que "cos" en la encapsulación específica, separa las copias de ADN.
Los pasos 2 y 3 son los mismos que en el caso anterior, por lo que no se distinguen diferencias en la introducción del ADN independientemente del tipo de encapsulación.
4. La subunidad mayor realiza un corte de terminación cuando la cápside queda llena de ADN. En este caso no se corresponde a una secuencia iniciada y terminada por "pac", ya que en una cápsida cabe una copia de ADN vírico y una fracción de otra. Después el complejo terminasa se separa de la cápside.
En los caudovirus se unirán las proteínas que forman la cola, mientras que en los herpesvirus se formará una evoltura de bicapa lipídica tras el proceso de evaginación que se produce a la salida del virus de la célula huésped.
En este tipo de encapsulación los viriones resultantes no son iguales. Todos tienen una copia de genoma pero también secuencias sobrantes del ADN vírico. Este hecho es conocido como permutación cíclica.

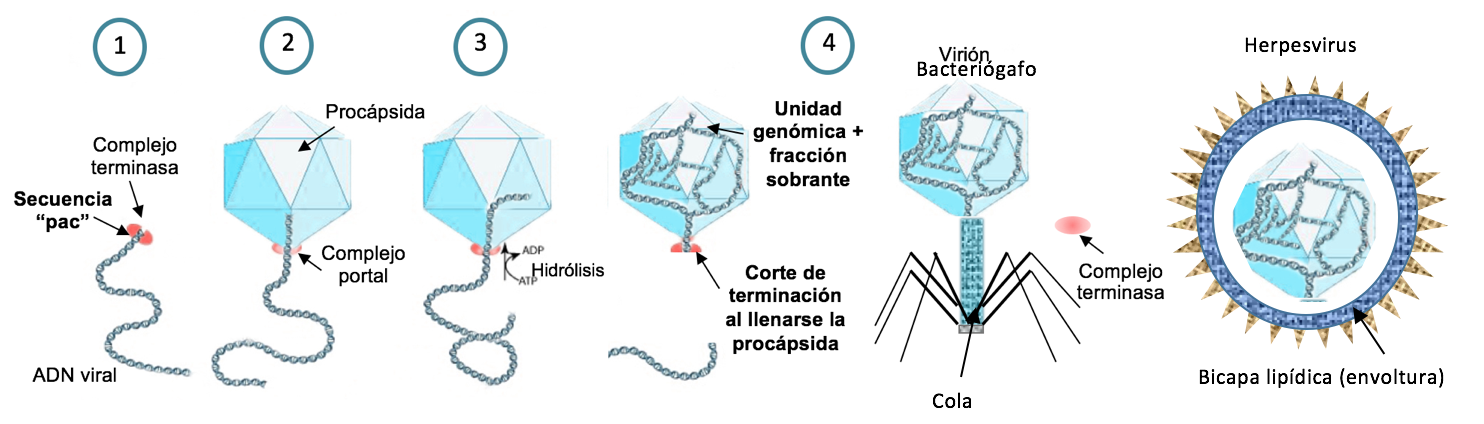
Representación gráfica de las funciones de la terminasa en la encapsulación inespecífica

## Inhibidores y futuro en la medicina
El único virus que afecta a la especie humana y a su vez se reproduce gracias a la terminasa es el herpevirus. Los últimos estudios en antivirales se centran en métodos para inhibir la enzima, ante la imposibilidad de inhibir la replicación del ADN vírico. Suprimiendo su acción se eliminaría la encapsulación de los viriones, acabando así con la infección.
El efecto de los herpesvirus es prevalente en pacientes inmunodeprimidos, causando graves problemas en casos como infección en órganos trasplantados. Actualmente los fármacos existentes presentan efectos secundarios graves, además ciertos virus adquieren resistencia hacia ellos.

"Los resultados del análisis de especrometría de masas aseguran que solo las proteínas virales UL15, UL18 y UL33 componen el complejo de la terminasa, confirmando la importancia potencial de la terminasa como un objetivo de nuevos compuestos antivirales."[1]
Jason D. Hemmings, Jamie B.Huffman, Lisa M. Jones, Fred L. Homa

«Isolation and Characterization of the Herpes Simplex Virus 1 Terminase Complex». NCBI.
Cabe añadir que la terminasa es una enzima exclusiva de los virus, así que cualquier inhibidor para esta sería altamente específico para las células infectadas, evitando posibles complicaciones en tejidos sanos.
Así pues, la investigación de esta enzima representa una nueva posibilidad en el campo de la biomedicina hacia el descubrimiento de nuevos fármacos antivirales.